# 大橋分家
大橋分家（おおはしぶんけ）は、江戸時代の将棋の家元三家（将棋三家）の一つである。名人を2名出した。

## 概要
大橋分家は、大橋本家の初代大橋宗桂の子で二代大橋宗古の弟である大橋宗与が寛永年間に興したものである。同時期に初代宗桂の娘婿の初代伊藤宗看が伊藤家を興し、江戸期を通じて家元制度を形成した。
将棋三家の中でも家格は低かったが、大橋本家が二代宗古の孫の代で断絶し、初代伊藤宗看の子の宗銀（後の五代宗桂）を養子に向けて継承させたため、初代宗桂の男系子孫は大橋分家のみとなった。三代大橋宗与が六世名人を襲うと宗与は自身の子の宗民（後の四代大橋宗与）を取り立て、伊藤家の三代伊藤宗看と名人位を競わせたが敗れた。宗看の七世名人襲名後、宗民は宗看の弟の初代伊藤看寿と名人後継を争い、看寿の「魚釣りの歩」に敗れたと伝わる。
四代宗与の後は中村宗順が継いで五代大橋宗順となる。初代宗桂との血縁は絶たれたが、宗順の子の大橋宗英は「近代将棋の祖」と評されるほど棋才に恵まれ、九世名人を襲位し、大橋分家の全盛期を築いたものの、宗英以降は振るわなかった。なお、大橋柳雪（中村喜多次郎、大橋英俊とも。1795 - 1839）は一時期二代宗英を名乗り、大橋分家の後継者格であったが廃嫡されている。 
明治時代に至り、九代大橋宗与が罪を得て投獄され、そのまま獄死するという事件が発生し、大橋分家は断絶したとされる。当時の大橋分家縁の棋客の一人に大矢東吉がいる。

## 歴代当主
- 初代大橋宗与（1583?－1643?）。八段。[5]
- 二代大橋道仙（1620?－1659）。五段？（将棋指しではなかったとも言われる）。[6]
- 三代大橋宗与（1648－1728）。九段。六世名人。[7]
- 四代大橋宗与（1709－1764）。八段。初名は宗民。[8]
- 五代大橋宗順（1733－1792）。七段。養子で本姓は中村。[9]
- 六代大橋宗英（1756－1809）。九段。九世名人。初名は七之助。[10]
- 七代大橋宗与（1787?－1851?）。七段。初名は英長。[11]
- 八代大橋宗珉（1817－1861）。七段。[12]
- 九代大橋宗与（1837? - 1881）。七段。初名は勝田仙吉。桂仙とも。[13]